# Време без война
„Време без война“ (на македонска литературна норма: „Време без војна“) е филм от Република Македония от 1969 година, на режисьора Бранко Гапо по сценарий на Симон Дракул. Филмът рисува драматичната картина на разпадането на македонското село. Той е един от естетически най-смелите, най-качествените и най-оригиналните филми от Република Македония.
Главните роли се изпълняват от Ацо Йовановски, Дарко Дамевски, Кирил Кьортошев, Неда Арнерич, Шишман Ангеловски и Слободан Димитриевич, а второстепенните роли от Абдурахман Шаля, Димитър Гешовски, Душан Яникиевич, Янез Върховец, Йон Исая, Коле Ангеловски, Крум Стоянов, Люба Тадич, Нада Гешовска, Камшик Васовски, Сабина Айрула, Веска Въртева, Вукосава Донева, Зафир Хаджиманов.

## Сюжет
Сюжетът проследява съдбата на младия мъж Фидан, който работи в града. Баща му Дичо е селянин, който се застъпва за колективизацията и индустриализацията на селото, с което се конфронтира с повечето селяни и се скарва с приятеля си Лазар. След тази разпра Дичо напуска селото. След смъртта на Дичо, по негово желание Фидан го погребва в селото. Фидан се сблъсква с живота на село и търси себе си в новите предизвикателства и срещата с друг начин на живот. Влюбва се в Благуна, дъщерята на Лазар, за която скоро се жени. Фидан планира да установи живота си в селото въпреки недоверието на съселяните си и започва да отглежда овце. Фидан не успява обаче да реализира плановете си и завръщането към бащиното огнище не му носи търсения мир и нов смисъл на живота му.

## Награди
- Специална диплома за режисура на Бранко Гапо за филма „Време без война“ от Фестивала на югославския игрален филм, Пула, 1969
- 1969 Филмов фестивал, Ниш, Награда за млад артист за Неда Арнерич
- 1969 награда „13 ноември“ за Бранко Гапо за режисура на филма „Време без война“
- Сребърен медал „Тарга д'Ардженто“ за Бранко Гапо за филма „Време без война“ от Международния филмов фестивал в Авелино, Италия, 1972[1]